# Куп шест нација 2003.
Куп шест нација 2003. (службени назив: 2003 Six Nations Championship) је било 109. издање овог најелитнијег репрезентативног рагби такмичења Старог континента, а 4. од проширења Купа пет нација на Куп шест нација.
Турнир је освојила Енглеска. "Црвеним ружама" је пошло за руком да освоје и Гренд слем пошто су имали максималан учинак. Друго место освојила је Ирска, треће Француска, а Велс је изгубио у свих пет утакмица. 

## Учесници
Напомена:
Северна Ирска и Република Ирска наступају заједно.
|   | Селекција                      | Стадион                             | Селектор      |
| - | ------------------------------ | ----------------------------------- | ------------- |
| 1 | Рагби репрезентација Француске | Стад де Франс, Париз (81 338)       | Бернар Лапорт |
| 2 | Рагби репрезентација Италије   | Стадион Фламинио, Рим (30 000)      | Џон Керван    |
| 3 | Рагби репрезентација Енглеске  | Стадион Твикенам, Лондон (82 000)   | Клајв Вудвард |
| 4 | Рагби репрезентација Шкотске   | Стадион Марифилд, Единбург (67 144) | Ијан Макгикан |
| 5 | Рагби репрезентација Велса     | Стадион Миленијум, Кардиф (74 500)  | Стив Хансен   |
| 6 | Рагби репрезентација Ирске     | Ленсдаун роуд, Даблин (48 000)      | Еди О’Саливан |

## Такмичење

### Прво коло
Италија - Велс
Енглеска - Француска 25-17
Шкотска - Ирска 6-36

### Друго коло
Италија - Ирска 13-37
Велс - Енглеска 9-26
Француска - Шкотска 38-3

### Треће коло
Ирска - Француска 15-12
Шкотска - Велс 30-22
Енглеска - Италија 40-5

### Четврто коло
Велс - Ирска 24-25
Енглеска - Шкотска 40-9
Италија - Француска 27-53

### Пето коло
Француска - Велс 33-5
Шкотска - Италија 33-25
Ирска - Енглеска 6-42

## Табела
|   | Селекција                      | ИГ | Д | Н | И | ПД  | ПП  | ПР   | ЕД | Б  |  |
| - | ------------------------------ | -- | - | - | - | --- | --- | ---- | -- | -- |  |
| 1 | Рагби репрезентација Енглеске  | 5  | 5 | 0 | 0 | 173 | 46  | +127 | 18 | 10 |  |
| 2 | Рагби репрезентација Ирске     | 5  | 4 | 0 | 1 | 119 | 97  | +22  | 10 | 8  |  |
| 3 | Рагби репрезентација Француске | 5  | 3 | 0 | 2 | 153 | 75  | +78  | 17 | 6  |  |
| 4 | Рагби репрезентација Шкотске   | 5  | 2 | 0 | 3 | 81  | 161 | -80  | 7  | 4  |  |
| 5 | Рагби репрезентација Италије   | 5  | 1 | 0 | 4 | 100 | 185 | -85  | 12 | 2  |  |
| 6 | Рагби репрезентација Велса     | 5  | 0 | 0 | 5 | 82  | 144 | -62  | 10 | 0  |  |

| Победник Купа шест нација 2003.          |
| ---------------------------------------- |
| Рагби репрезентација Енглеске 25. титула |

## Индивидуална стастика
Највише поена
- Џони Вилкинсон 77, Енглеска

Највише есеја
- Демијен Трејле 4, Француска